# Федорович, Даниэлс
Даниэлс Федорович (латыш. Daniels Fedorovičs; род. 7 октября 2001, Рига) — латвийский футболист, защитник рижского «Динамо».

## Карьера

### «Метта»
Начинал заниматься футболом в футбольной школе «Шитика». В возрасте 15 лет перебрался в структуру латвийского клуба «Метта». Выступал в юношеских командах клуба различных возрастов. В сентябре 2019 года стал подтягиваться к играм с основной командой. Дебютировал за клуб 30 октября 2019 гоад в матче против «Елгавы», выйдя в стартовом составе и проведя весь матч на поле. В 2020 году не играл почти весь сезон, став выходить на поле только к концу чемпионату.
В сезоне 2021 года стал основным защитником в клубе. Первый матч сыграл 13 марта 2021 года против «Лиепая». Провёл свой первый полноценный сезон в клубе отыграв 17 матчей во всех турнирах, чередуя их, выходя в стартовом составе и со скамейки запасных.
Сезон 2022 года начал также в роли основного защитника. В матче 1/8 Кубка Латвии 10 июля 2022 года против «Саласпилса» забил свой дебютный гол и помог с разгромным счётом 13:0 пройти в четвертьфинальный этап. Окончил сезон на 9 предпоследнем месте в турнирной таблице, отправившись в стыковые матчи. По итогу стыковых матчей против клуба «Гробиня» смогли сохранить прописку в высшем дивизионе. В январе 2023 года футболист покинул клуб.

### «Ганацка Славия»
В феврале 2023 года футболист присоединился к чешскому клубу «Ганацка Славия», который выступает в моравско-силезской футбольной лиге. Дебютировал за клуб 22 апреля 2023 года в матче против второй команды клуба «Словацко». Провёл за клуб всего лишь 2 матча и в июне 2023 года покинул клуб.

### «Динамо» Рига
В июле 2023 года футболист на правах свободного агента присоединился к рижскому «Динамо». Дебютировал за клуб 1 июля 2023 года в матче против клуба «Вентспилс», выйдя на поле в стартовом составе. Дебютный гол за клуб забил 26 августа 2023 года в матче против клуба «Албертс».

## Международная карьера
В 2017 году вызывался в юношескую сборную Латвии по футболу до 17 лет. В октябре 2017 года отправился вместе со сборной на квалификационные матчи на юношеский чемпионат Европы до 17 лет. В 2019 году был вызван в юношескую сборную Латвии по футболу до 19 лет. В октябре 2019 года помог сборной квалифицироваться на основной этап юношеского чемпионата Европы до 19 лет, который позже был отменен из-за пандемии COVID-19.
В марте 2022 года был вызван в молодёжную сборную Латвии для участия в квалификационных матчах молодёжного чемпионата Европы.